# Krupniki (Białoruś)
Krupniki (biał. Крупнікі; ros. Крупники) – wieś na Białorusi, w obwodzie mińskim, w rejonie wilejskim, w sielsowiecie Dołhinów.

## Historia
W czasach zaborów w granicach Imperium Rosyjskiego.
W latach 1921–1945 wieś leżała w Polsce, w województwie nowogródzkim (od 1926 w województwie wileńskim), w powiecie duniłowickim (od 1926 w powiecie wilejskim), w gminie Budsław.
Według Powszechnego Spisu Ludności z 1921 roku zamieszkiwało tu 281 osób, 15 było wyznania rzymskokatolickiego, 266 prawosławnego. Jednocześnie 7 mieszkańców zadeklarowało polską przynależność narodową a 274 białoruską. Było tu 48 budynków mieszkalnych. W 1931 w 57 domach zamieszkiwało 279 osób.
Miejscowość należała do parafii rzymskokatolickiej w Budsławiu i prawosławnej w Dołhinowie. Podlegała pod Sąd Grodzki w Krzywiczach i Okręgowy w Wilnie; właściwy urząd pocztowy mieścił się w Budsławiu.
Do 1973 miejscowość wchodziła w skład sielsowietu Wołkołatka